# Steirastoma stellio
Steirastoma stellio es una especie de escarabajo del género Steirastoma, familia Cerambycidae. Fue descrita científicamente por Pascoe en 1866.
Se distribuye por Argentina, Bolivia, Brasil, Colombia, Costa Rica, Ecuador, Guyana, Guayana Francesa, Honduras, Panamá, Paraguay, Perú, Santo Tomé y Príncipe y Uruguay. Posee una longitud corporal de 11-21 milímetros. El período de vuelo de esta especie ocurre en todos los meses del año, excepto en febrero.
La dieta de Steirastoma stellio comprende plantas de la familia Bombacaceae, Mimosoideae, Myrtaceae, Salicaceae y Polygonaceae, entre ellas, algunas especies como Chorisia insignis, Acacia caven, Triplaris americana, entre otras.